# Anopheles oswaldoi
Anopheles oswaldoi är en tvåvingeart som beskrevs av Peryassu 1922. Anopheles oswaldoi ingår i släktet Anopheles och familjen stickmyggor. Inga underarter finns listade i Catalogue of Life.